# Jelena Simić
Jelena Simić (født 19. februar 1992 i Bijeljina) er en bosnisk professionel tennisspiller. Hun spiller på ITF Women's Circuit hvor hun har vundet fem titler i single, og seks i double.